# Маруфов, Николай Николаевич
Николай Николаевич Маруфов (18 ноября 1925, Ставрополь — 30 сентября 1984, Краснодар) — советский актёр. Заслуженный артист Украинской ССР.

## Биография
Родился в 1925 году в Ставрополе.
Участник Великой Отечественной войны, награждён медалями «За боевые заслуги» (1944) и «За победу над Германией» (1945).
Вернувшись с войны окончил театральную студию при Ставропольского драмтеатра, в дальнейшем был там актёром.
С 1957 года — актёр Тамбовского театра драмы, с 1964 года — актёр Псковского театра им. Пушкина.
В 1968—1978 годах — актёр Севастопольского русского драмтеатра им. Луначарского.
В 1978—1980 годах — актёр Ленинградского театра им. Ленинского Комсомола.
Умер в 1984 году в Краснодаре.

## Фильмография
- 1970 — Море в огне — Василий Фролович Воробьев, генерал-майор, командир 95-й стрелковой дивизи
- 1970 — Путь к сердцу — Андрей Приходько, профессор — главная роль
- 1972 — Визит вежливости — эпизод
- 1972 — Случайный адрес — покупатель дачи
- 1981 — 20 декабря — Кондратьев, заместитель министра продовольствия